# Комуникации в Египет
Египет е културен и информационен център на Арабския свят, а Кайро е най-големият информационен център. В града има 8 ежеднежни вестника с общ тираж около 2 милиона, голям брой вестници, които излизат всеки месец, списания и журнали. По-голямата част от политическите партии имат свои партийни издания и вестници.
Египетската телевизия (ETV) се управлява от правителството и се финансира основно чрез рекламни приходи. ETV продава своите програми и сериали на целия арабски свят. В Египет са достъпни и много други телевизионни програми: Саудитската телевизия, излъчвана от Лондон (MBC), Арабско радио и телевизия (ART), телевизия Ал-Джазира и други, както и западни телевизии; по-голямата част достъпни за онези египтяни, притежаващи сателитни приемници.
ETV има два национални канала, шест регионални и три сателитни. От двата национални канала, Канал I използва предимно арабски език, докато Канал II е предимно за чужденци и излъчва новини на английски и френски, наравно с арабски.
Телефони – линии в употреба:
8,735 милиона (2003)
Телефони – мобилни клетъчни:
5 797 500 (2003)
Телефонна система:
голяма система; претърпява значителни подобрения през 1990-те и е доста модернизирана; има Интернет досъп и клетъчни услуги

вътрешна:
основните центрове в Александрия, Кайро, Ал Мансура, Исмаилия, Суец и Танта са свързани чрез коаксиален кабел и микровълнови радиовръзки

международна:
сателитни земни станции — 2 Intelsat (Атлантически океан и Индийски океан), 1 Arabsat и 1 Inmarsat; 5 коаксиални подводни кабела; тропосферен предавател към Судан; микровълнова радиовръзка към Израел; участник в Medarabtel и Project Oxygen (глобална подводна система от кабели с оптични влакна)
Радиостанции:
AM 42 (+15), FM 14, къси вълни 3 (1999)
Радиоприемници:
20,5 милиона (1997)

Телевизионни приемници:
7,7 милиона (1997)
Доставчици на Интернет (ISP):
31 (1999)
Код на страната: EG
Вижте също: Египет